# Origanum pampaninii
Origanum pampaninii là một loài thực vật có hoa trong họ Hoa môi. Loài này được (Brullo & Furnari) Ietsw. mô tả khoa học đầu tiên năm 1980.